# Beaconsfield
Beaconsfield è una cittadina di 10 679 abitanti della contea del Buckinghamshire, in Inghilterra. È sede dell'omonima parrocchia civile. Vanta il primo villaggio modello del mondo.
È stata la circoscrizione elettorale di Benjamin Disraeli, primo ministro del Regno Unito nel 1868 e ancora dal 1874 al 1880. Egli fu nominano primo Conte di Beaconsfield dalla Regina Vittoria.
È il luogo di sepoltura del giornalista e scrittore G. K. Chesterton, di Edmund Burke e del poeta Edmund Waller.

## Amministrazione

### Gemellaggi
- Langres
- Ellwangen
- Abbiategrasso